# Wojciech Fangor

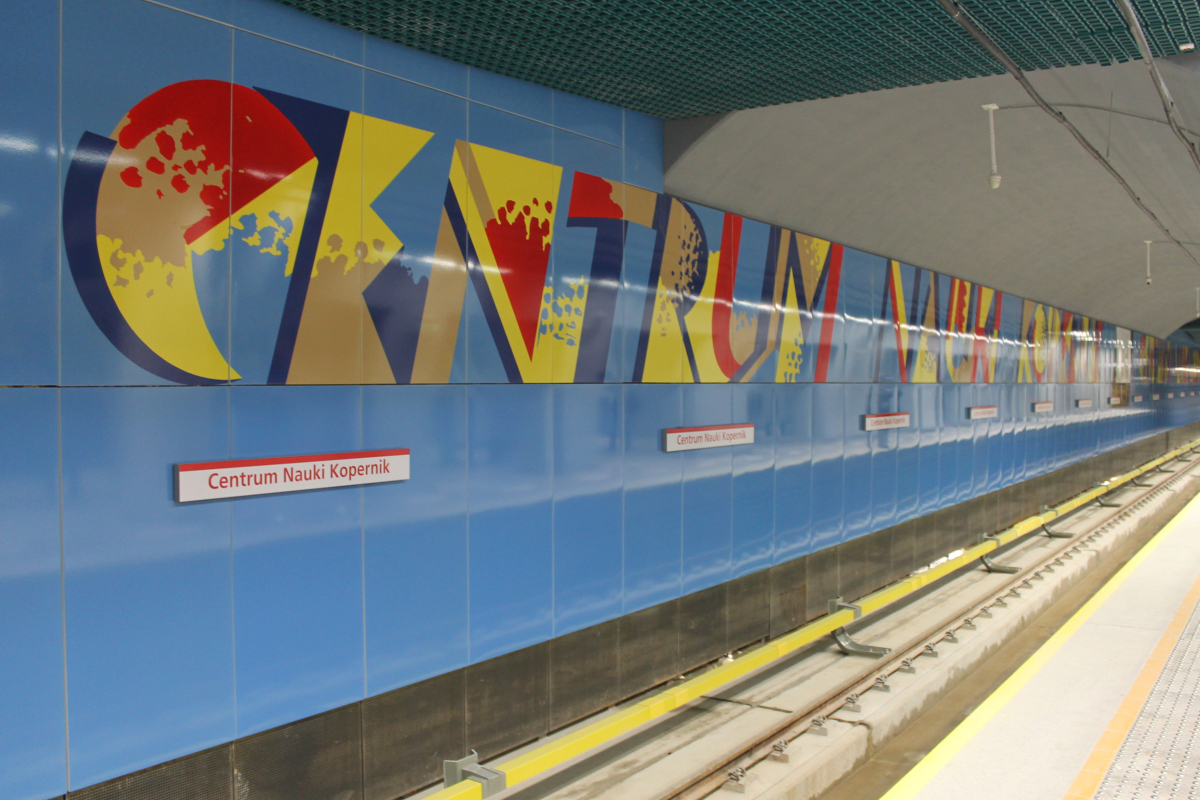
Wandpaneel in einer U-Bahn-Station der 2. U-Bahn-Linie Warschau 2014

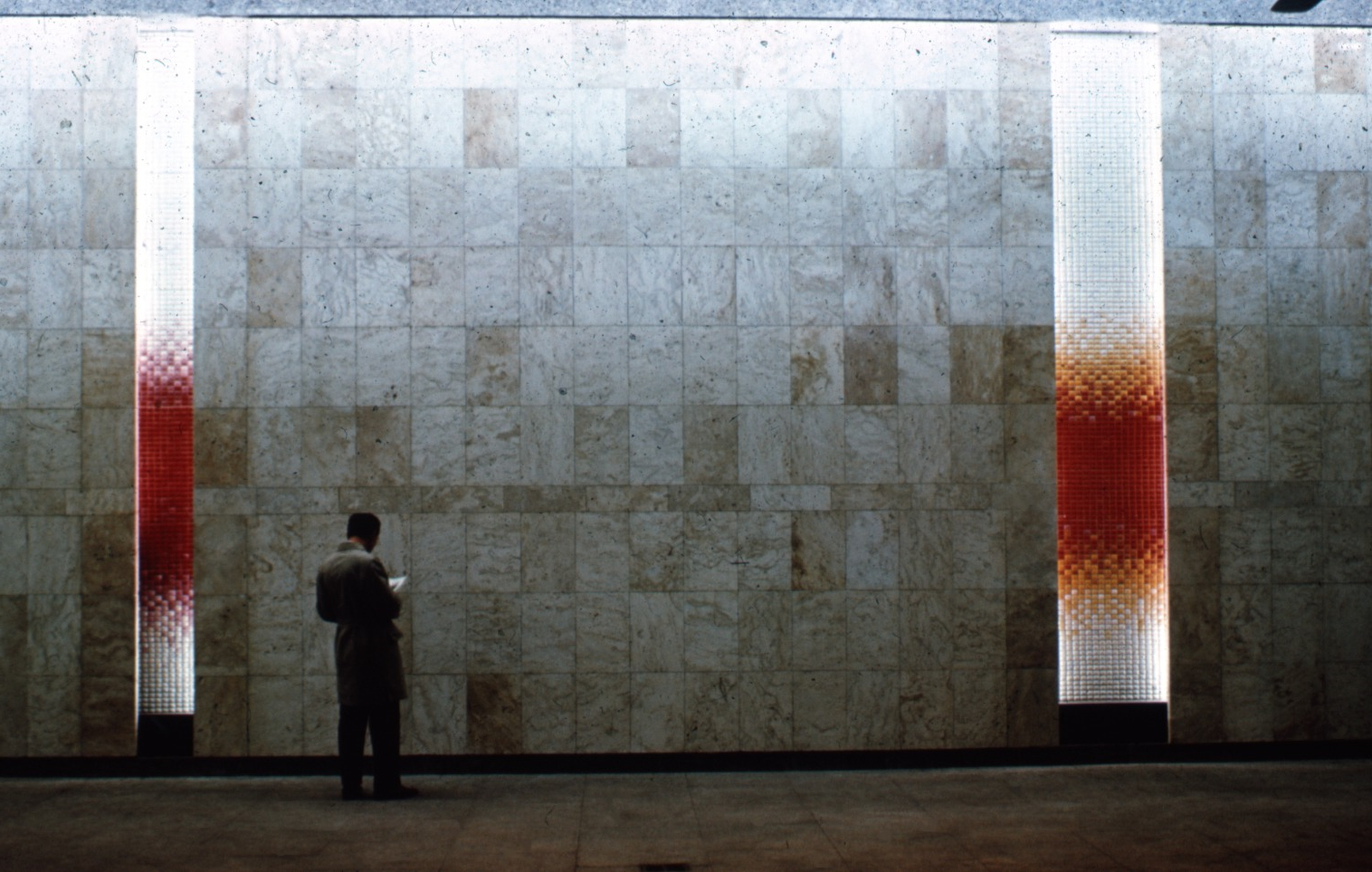
Mosaike, Bahnhof Warszawa Śródmieście

Wojciech Fangor (* 15. November 1922 in Warschau; † 25. Oktober 2015) war ein polnischer Maler, Grafiker, Bildhauer und Plakatkünstler.

## Leben
Nach dem privaten Studium der Malerei 1940 bis 1944 bei Felicjan Szczęsny Kowarski und Tadeusz Pruszkowski erhielt er extern 1946 das Abschlussdiplom an der Akademie der Bildenden Künste Warschau. Seine ersten Werke waren stark vom Sozialistischen Realismus beeinflusst, wie „Koreanische Mutter“ oder „Lenin in Poronin“. Von 1953 bis 1961 war er als Dozent an der Warschauer Kunstakademie tätig.
Nach Josef Stalins Tod 1953 und dank der Lockerung des politischen Klimas nach dem Polnischen Oktober befreite er sich vom aufgezwungenen Sozialistischen Realismus und wandte sich der abstrakten Kunst zu. Er gehörte zu den Gründern der Polnischen Schule der Plakatkunst. 1958 zeigte er gemeinsam mit Stanisław Zamecznik (1909–1971) im Salon der „Nowa Kultura“ das erste Environment in Polen, das „Studium eines Raumes“ (Studium przestrzeni).
1961 verließ er Polen und wohnte 1964/1965 in West-Berlin, 1965/1966 in England und seit 1966 in den Vereinigten Staaten. Während des Aufenthaltes im Ausland unterrichtete er an vielen Kunstakademien, u. a. an der Bath School of Art and Design in Corsham, Wiltshire (England), Fairleigh Dickinson University, Madison, New Jersey (USA), Graduate School of Design, Harvard University, Cambridge (Massachusetts) (USA). Als bisher einziger polnischer Künstler zeigte er 1970 seine Werke auf einer separaten Ausstellung im Solomon R. Guggenheim Museum in New York City.
Im Jahr 2007 entwarf Fangor die grafische Gestaltung aller Stationen der 2. Strecke der Warschauer Untergrundbahn. Die lackierten Paneele mit Stationsnamen wurden 2014 montiert. Eines seiner letzten Werke ist das 2015 geschaffene Fenster für das Museum für polnische Gegenwartskunst in Recklinghausen.
1999 kehrte er nach Polen heim. 2008 wurde er mit der Gloria-Artis-Medaille für kulturelle Verdienste in Gold und 2011 mit dem Komturkreuz mit Stern des Ordens Polonia Restituta ausgezeichnet.
Seine Werke werden auf den Kunstauktionen im In- und Ausland hoch geschätzt.
Er wohnte in dem Dorf Błędów im Powiat Grójecki, etwa 60 km südlich von Warschau.